# Auffay
Auffay település Franciaországban, Seine-Maritime megyében. Lakosainak száma 1852 fő (2018. január 1.). Auffay Biville-la-Baignarde, Cressy, Cropus, Heugleville-sur-Scie, Montreuil-en-Caux, Saint-Denis-sur-Scie és Sévis községekkel határos.

## Népesség
A település népességének változása:
| Lakosok száma | 1885 | 1877 | 1912 | 1876 | 1852 |
|               | 2013 | 2015 | 2016 | 2017 | 2018 |